# Pedro Cuatrecasas
Pedro Cuatrecasas   (Madrid, 27 de setembre de 1936 - La Jolla, 19 de març de 2025) va ser un bioquímic estatunidenc i professor adjunt de Farmacologia i Medicina de la Universitat de Califòrnia a San Diego.

## Biografia
Pedro Cuatrecasas, fill de pare català i mare alemanya, va néixer a Madrid el 4 de setembre de 1936, però després va emigrar a València, Barcelona i París, Amèrica del Sud i finalment Estats Units on va rebre tota la seva formació professional.
El 1958 es va llicenciar a la facultat de Medicina de la Universitat de Washington de St. Louis, Missouri, completant la seva formació al 1962. Aquí va treballar estretament amb els professors que el van inspirar sobre la bioquímica com Carl Ferdinand Cori (Premi Nobel de Medicina en 1947, que també va inspirar a en Severo Ochoa i altres espanyols), sobre farmacologia com Oliver Lowry, sobre microbiologia, com per exemple Herman Eisen, sobre endocrinologia, com per exemple David Kipnis i altres. Posteriorment es va desplaçar cap a la Facultat de Medicina i l'Hospital Johns Hopkins de Baltimore, on va treballar amb malalts crítics durant algun temps.
El 1965 es desplaça al National Institutes of Health (N.I.H.) a Bethesda on es dedica a treballar com a investigador sota la influència de Christian Boehmer Anfinsen, les investigacions del qual sobre la ribonucleasa pancreàtica culminaren amb el Premi Nobel de Medicina l'any 1971.
El 1975 la seva carrera com a científic es mou cap al sector industrial el dels Laboratoris d'Investigació Wellcome, de la coneguda empresa Burroughs Wellcome Company de Corolina del Nord on esdevé vicepresident. A més de continuar amb les seves múltiples línies d'investigació, introdueix al mercat Zovirax, el primer i únic producte antiviral aprovat per l'Agència Federal de les Drogues (F.D.A.) dels EUA pel tractament del virus herpes.

## Contribucions
Pedro Cuatrecasas és conegut per la invenció i el desenvolupament de la cromatografia d'afinitat i les seves aplicacions a les ciències biomèdiques.
La cromatografia d'afinitat és una tècnica nova que va ser concebuda per Cuatrecasas i Wilchek i s'ha convertit en una poderosa eina per a l'aïllament i la purificació de moltes molècules biològicament importants. Poques, si alguna altra nova tècnica ha afectat de forma tan marcada i ràpida el creixement de les ciències biomèdiques.
El principi de la cromatografia d'afinitat, emprada en el diagnòstic clínic i terapèutic, es basa en l'acoblament covalent de molècules que es poden unir selectivamen, el que permet nous enfocaments per a l'estudi dels mecanismes enzimàtics i les propietats de les superfícies cel·lulars i permet la separació de molts altres components biològics.
Cuatrecasas va treballar per desenvolupar i perfeccionar la metodologia de cromatografia d'afinitat, fent-la servir per purificar els receptors d'insulina i els receptors d'estrogens. També va utilitzar els receptors purificats per determinar la seva estructura i produir anticossos amb els quals estudiar la seva biosíntesi, regulació, funció i funció en els estats de malaltia (és a dir, la diabetis en el cas dels receptors d'insulina i el càncer de mama en el cas dels estrogens receptors).
Va participar en el descobriment, desenvolupament i comercialització de més de quaranta medicaments.
El 1987 Pedro Cuatrecasas va guanyar el Premi Wolf de Medicina el 1987, juntament amb Meir Wilchek per a la invenció i desenvolupament de la cromatografia d'afinitat i les seves aplicacions a les ciències biomèdiques.

## Publicacions
- 1962 - Tesi doctoral: Correlacions entre els nivells d'ATP i de fosfats de creatina i el potencial d'acció dels nervis exposats al cianur i al fluoracetat de metil. Universitat de Washington
- 1968 - amb Meir Wilchek i Christian Boehmer Anfinsen: Selective enzyme purification by affinity chromatography. Proceeding of de National Academy of Sciences of the United States of America. Oct; 61(2): 636–643
- 1970 - Protein purification by affinity chromatography. Derivatizations of agarose and polyacrylamidebeads. Journal of Biological Chemistry. Jun;245(12):3059-65
- 1976 - The Specificity and Action of Animal, Bacterial and Plant Toxins: Specificity And Action Of Animal, Bacterial And Plant Toxins. Volume 1 (Receptors and Recognition)
- 1983 - Receptor-Mediated Endocytosis. Volume 1 (Receptors and Recognition). Serie B. Volume 15 (Receptors and Recognition)
- 1990 - amb Steven Jacobs Insulin (Handbook of Experimental Pharmacology). Berlin ; New York : Springer-Verlag
- 1996 - amb Bert Spilker Industria farmaceutica : una vision interior. : Ed. Prous
- 2013 - amb T.F. Roth Membrane Receptors: Methods for Purification and Characterization. Serie B. Volume 11 (Receptors and Recognition)